# Ischnocolus decoratus
Ischnocolus decoratus é uma espécie de aranha pertencente à família Theraphosidae (tarântulas).